# Theodolinda Hahnsson
Sofia Theodolinda Hahnsson (nascida Limón; 1838 - 1919) foi uma escritora e tradutora finlandesa. Ela foi a primeira autora conhecida a escrever em finlandês. Uma figura significativa na sociedade literária de Hämeenlinna, ela publicou vários contos populares, romances e peças sociais, alguns dos quais apareceram em jornais.

## Escrita
A escrita de Theodolinda representava um idealismo romântico matizado com cristianismo e patriotismo. Os seus escritos também levantaram questões sociais, como pobreza e o poder do pai em decidir o casamento da filha. Ela é mais conhecida pelo seu romance Huutolaiset de 1887, onde retrata as duas fases huutolaissus da sua vida. Ela foi mais activa durante as décadas de 1870 e 1880 com a sua escrita. Após o seu segundo casamento, ela passou a fazer traduções.